# Paisà
Paisà è un film a episodi del 1946 diretto da Roberto Rossellini.
Seconda pellicola della Trilogia della guerra antifascista, è considerata una delle vette del cinema neorealista italiano. Girata con attori prevalentemente non professionisti, rievoca l'avanzata delle truppe alleate dalla Sicilia al Nord Italia attraverso sei episodi: Sicilia, Napoli, Roma, Firenze, Appennino Emiliano, Porto Tolle.
Paisà è stato candidato ai Premi Oscar 1950 per la migliore sceneggiatura originale ed è stato inserito nella lista dei 100 film italiani da salvare, lista nata con lo scopo di segnalare "100 pellicole che hanno cambiato la memoria collettiva del Paese tra il 1942 e il 1978".

## Trama

### I episodio - "Sicilia"
Luglio 1943: le forze anglo-americane approdano in Sicilia per iniziare la conquista dell'isola. Un gruppo di militari americani, impegnato a setacciare un'impervia zona in cerca del nemico tedesco, giunge sino a una chiesa dove sono rifugiate decine di abitanti al riparo dai bombardamenti; fra questi, una ragazza in cerca dei parenti, Carmela, si offre in aiuto del plotone per guidarli in direzione dei tedeschi evitando i campi minati. Direttisi verso settentrione, trovano un castello incustodito e vi si stabiliscono.
Mentre gli altri soldati compiono una ricognizione nei dintorni, Joe rimane in compagnia di Carmela. L'americano però attira l'attenzione dei tedeschi con un accendino e viene colpito a morte; i soldati s'impossessano quindi della torre costiera, ove trovano Carmela che nel frattempo si è allontanata dal militare agonizzante. Incaricata dai tedeschi di procurare loro dell'acqua, la ragazza ritorna nel punto in cui è stato freddato Joe, si commuove nel vederlo morto e si impossessa del suo fucile, con il quale va a sparare ai tedeschi, i quali la uccidono per poi gettarne il corpo giù dalla scogliera. Quando i soldati americani ritornano, trovando il cadavere di Joe pensano che a ucciderlo sia stata Carmela.

### II episodio - "Napoli"
Pasquale, uno scugnizzo, incontra Joe, un soldato afroamericano della polizia militare in stato di ubriachezza; dopo avergli esposto i propri sogni di gloria riguardo al suo rientro in patria e cantato uno spiritual, il soldato si addormenta: al che il ragazzo ne approfitta per rubargli le scarpe e altri effetti personali.
Qualche giorno dopo il militare ritrova per caso il piccolo ladro e lo costringe a portarlo a casa sua per farsi restituire il maltolto, rimproverandolo aspramente per quel che ha fatto anche in considerazione della generosità americana nei confronti degli sconfitti; si rivolge in inglese al ragazzo, il quale si schermisce in napoletano. Con la jeep i due giungono così in una zona periferica, ad una cava di tufo abbandonata: mentre una schiera di ragazzini festanti circonda Joe, suscitandone la calda umanità, Pasquale va a recuperare le scarpe, che restituisce al soldato, ricevendone un compiaciuto buffetto.
L'uomo tuttavia scopre che le scarpe consegnate non sono le sue. Deciso a parlare con i genitori del ladruncolo, entra nella grotta: già turbato dalle condizioni in cui vi vivono le famiglie di senzatetto, subisce un ulteriore shock allorché apprende da Pasquale che entrambi i genitori sono morti sotto i bombardamenti. Sconvolto e guardando adesso con altri occhi il ragazzo, lascia cadere a terra le scarpe, che l'altro istintivamente raccoglie per ridargliele; Joe rapidamente si allontana, sotto lo sguardo esterrefatto di Pasquale.

Fred e Francesca

### III episodio - "Roma"
Febbraio-marzo 1944: lo sbarco alleato ad Anzio provoca l'inizio della ritirata tedesca dall'Italia centrale, ma è solo in giugno che gli angloamericani accedono alla capitale totalmente liberata.
Sei mesi dopo, per le strade di Roma, una prostituta incontra un soldato americano ubriaco di nome Fred e lo porta con sé nella propria stanza; qui l'uomo comincia a raccontare del proprio incontro con una ragazza italiana, Francesca, avvenuto il giorno dell'arrivo alleato a Roma.
La prostituta si rende conto di essere proprio lei la ragazza incontrata mesi prima e poi persa di vista, nella disperazione causata dalla guerra; nonostante lei cerchi di rivederlo il giorno successivo per rivelarsi come "quella" Francesca, il soldato Fred riparte senza presentarsi all'appuntamento, ignorando così per sempre la vera identità di quell'anonima donna di strada.

### IV episodio - "Firenze"
La ritirata germanica prosegue risalendo la Penisola attraverso il Lazio, l'Umbria e quindi la Toscana, ove gli Alleati liberano la parte di Firenze a meridione dell'Arno unitamente ai partigiani e dovendo fare i conti con i cecchini fascisti che, asserragliati sui tetti, tentano l'ultima disperata difesa. Proprio nelle contrade in cui si combatte casa per casa presta servizio la giovane infermiera inglese Harriet, angosciata dal fatto di non avere più notizie dell'uomo che ama: il pittore Guido Lombardi, divenuto un capo partigiano cittadino con il nome di "Lupo".
Assieme all'amico Massimo - a sua volta in cerca della famiglia rimasta a nord dell'Arno - la ragazza si industria per attraversare il fiume, sfidando tanto i combattimenti che imperversano per le strade quanto i tedeschi che tuttora presidiano l'altra parte della città, e confidando nell'aiuto dei partigiani per ovviare alla mancanza di un lasciapassare. Distrutti tutti gli altri ponti, ai due audaci giovani non resta che sfruttare l'unico passaggio possibile: il Corridoio Vasariano su Ponte Vecchio, che attraversano furtivamente raggiungendo la Galleria degli Uffizi e di qui la zona che sta loro a cuore. Per Harriet però l'avventura si conclude nella maniera più dolorosa: ella viene infatti a sapere della morte di Guido da un suo compagno partigiano, a sua volta morente.

### V episodio - "Appennino romagnolo"

L'incontro tra i frati e i cappellani americani

L'avanzata angloamericana deve fare i conti con la Linea Gotica, estremo baluardo della resistenza germanica lungo l'Appennino tosco-emiliano. La comunità francescana insediata nel piccolo convento romagnolo di Savignano vive con letizia anche il drammatico frangente bellico, grata alla Divina Provvidenza del fatto di non avere avuto a patire eccessivi danni dal conflitto. Calorosa è l'accoglienza nei confronti di tre cappellani militari statunitensi; se non che la scoperta che due di essi non sono cattolici (uno è protestante, l'altro ebreo) viene a sconvolgere l'armonia dei frati, incapaci di accettare tra di loro tali "anime perdute".
Non è dello stesso avviso il Padre superiore, giovane e profondamente devoto: ai confratelli egli ricorda come nessuna anima possa considerarsi perduta finché è in vita e abbia la volontà di salvarsi, sottolineando come proprio questo soggiorno nel convento possa trasformarsi per i due peccatori in un'occasione di redenzione. Dopodiché mette in pratica tale auspicio avendo un colloquio con il sacerdote cattolico, nel quale spera di trovare un alleato in tale opera di redenzione: costui però si rivela solidale con i compagni. Ciononostante il momento del pasto viene celebrato con la consueta sacralità: seduto a tavola con gli altri frati, il francescano invita gli ospiti a mangiare.
"Insieme a tutti voi", lo esorta lo stesso cappellano; al che il superiore, con tono estremamente pacato e rispettoso, comunica della  decisione della comunità di digiunare, spiegandone il motivo: "La Divina Provvidenza ha inviato in questo nostro asilo due anime sulle quali dovrà discendere la Luce evangelica. La nostra umana presunzione ci fa sperare che con questo umilissimo fioretto possiamo ottenere dal Cielo un gran dono". A sua volta turbato da tanta devozione, il sacerdote cattolico risponde con parole altrettanto ispirate, manifestando la propria riconoscenza nei confronti del convento, che gli ha fatto ritrovare quella serenità di spirito perduta a causa degli orrori e delle miserie della guerra, e ringraziando i frati per la commovente lezione di umiltà, semplicità e purezza di fede che hanno saputo offrirgli.

### VI episodio - "Porto Tolle"
L'inverno 1944-45 vede il conflitto imperversare oltre la Linea Gotica, lungo il delta del Po; soldati americani dell'OSS e britannici del SOE affiancano i partigiani locali, con attacchi alle sentinelle tedesche che vigilano sulle paludi del Polesine i quali non mancano di provocare le spietate rappresaglie degli occupanti. A pagare il prezzo maggiore della terribile spirale di violenza innescatasi è la popolazione civile, vittima innocente ed inerme della morsa di fuoco rappresentata da una parte dalle ritorsioni nazifasciste, dall'altra dall'accanimento dei bombardieri inglesi sulla Sacca degli Scardovari. Sono le ultime barbarie di una tragica guerra che si avvia finalmente verso la conclusione.

## Produzione
Dopo Roma città aperta Federico Fellini collabora nuovamente con Roberto Rossellini e Sergio Amidei alla sceneggiatura; inoltre in questa pellicola ricopre il ruolo di aiuto regista, girando anche alcune scene.
Da quello che racconta Fellini, nella sua autobiografia Fare un film, la produzione della pellicola è stata possibile grazie a un produttore americano, arricchitosi con la distribuzione della precedente opera di Rossellini, Roma città aperta, negli Stati Uniti; si dice che l'abbia visionato in Italia mentre faceva il soldato durante la guerra, rimanendo esterrefatto per la bellezza dell'opera.

### Cast
Fellini appare per la prima volta sullo schermo, in una brevissima sequenza del terzo episodio.
In questa pellicola fa la prima apparizione della sua lunga e fortunata carriera una giovanissima Giulietta Masina, all'epoca già moglie di Fellini, con una breve comparsa nella parte di una donna che scende le scale; anche Carlo Pisacane appare in una piccola parte nell'episodio siciliano.

### Riprese
A Maiori, in provincia di Salerno, si svolsero le riprese dell'episodio siciliano, tra le mura della Torre normanna, e dell'episodio emiliano, all'interno di un convento; di Maiori inoltre è il bambino dell'episodio di Napoli, Alfonso Bovino, che venne scelto da Rossellini stesso dopo averlo visto sul set.

## Distribuzione
Dopo l'anteprima mondiale al Festival di Venezia del 1946 il 18 settembre, il film uscì nelle sale cinematografiche italiane il 7 marzo dell'anno successivo, mentre in Francia il 26 settembre e negli Stati Uniti il 29 marzo 1948.

## Accoglienza

### Incassi
Il film fin da subito si rivelò un grande successo, guadagnando solo in Italia oltre 100.300.000 di lire risultando il settimo maggior incasso dell'anno in Italia, e arrivando a circa 1,4 milioni di dollari negli Stati Uniti, cifra molto alta per l'epoca.

### Critica
Paisà ha quasi esclusivamente ricevuto recensioni molto positive, come le seguenti:
Per il New York Times, Bosley Crowther apprezzò senza indugio il film, scrivendo:
Martin Scorsese lo ha poi anche inserito nella lista dei suoi 12 film preferiti di tutti i tempi.

## Riconoscimenti
- 1950 - Premio Oscar[15]
  - Candidatura per la miglior sceneggiatura originale a Alfred Hayes, Federico Fellini, Roberto Rossellini, Sergio Amidei, Marcello Pagliero
- 1947- Nastro d'argento
  - Miglior film a Roberto Rossellini
  - Miglior regia a Roberto Rossellini
  - Migliore colonna sonora a Renzo Rossellini
- 1948 - National Board of Review Awards
  - Miglior film a Roberto Rossellini
  - Miglior regista a Roberto Rossellini
- 1948 - New York Film Critics Circle Awards
  - Miglior film straniero a Roberto Rossellini[16][17]